# Bish (album musicale)
Bish è il secondo album di Stephen Bishop pubblicato dall'etichetta discografica ABC Records nel 1978.

## Tracce
Lato A
1. If I Only Had A Brain
2. Losing Myself in You
3. Looking for the Right One
4. Everybody Needs Love
5. Guitar Interlude
6. A Fool at Heart

Lato B
1. What Love can Do
2. Vagabond from Heaven
3. Bish's Hideway
4. Only the Heart Within You
5. Recognized
6. I've Never Known a Nite Like This
7. When I Was in Love

## Formazione
- Stephen Bishop - voce, cori, chitarra acustica, trombone
- Ray Brown - basso, contrabbasso
- Greg Phillinganes - sintetizzatore, pianoforte, Fender Rhodes
- Steve Cropper - chitarra
- Rick Shlosser - batteria
- David Hungate - basso
- Ray Parker Jr. - chitarra
- Ed Shaughnessy - batteria
- Nathan Watts - basso
- David Foster - pianoforte, Fender Rhodes
- Steve Porcaro - sintetizzatore
- Hal Atkinson - batteria
- Michael Sembello - chitarra
- Jeffrey Staton - chitarra elettrica, cori
- Abraham Laboriel - basso
- Paulinho da Costa - percussioni
- Keith Hollar - basso
- Bill Payne - pianoforte, Fender Rhodes
- Leland Sklar - basso
- Tommy Vig - percussioni
- David Shields - basso
- Michael Staton - chitarra, cori
- John Barlow Jarvis - pianoforte, Fender Rhodes
- Tom Scott - sax
- Michael McDonald, Leah Kunkel, Chaka Khan, Natalie Cole, Art Garfunkel - cori

Note aggiuntive
- Stephen Bishop - produttore